# Hylopetes winstoni
Lo scoiattolo volante di Sumatra (Hylopetes winstoni Sody, 1949) è uno scoiattolo volante endemico dell'Indonesia. Il suo nome scientifico commemora il celebre premier britannico Winston Churchill.

## Descrizione
Nell'aspetto, questa specie non si discosta molto dalle altre specie del genere Hylopetes e, come queste, non presenta un patagio esteso fino alla coda.

## Distribuzione e habitat
Lo scoiattolo volante di Sumatra vive solamente nella regione di Baleg, nella parte orientale della provincia di Aceh (Sumatra settentrionale). Occupa le foreste pluviali a 1000–1500 m di quota.

## Biologia
Non conosciamo pressoché nulla delle abitudini di questa specie, nota solamente a partire dal tipo nomenclaturale, un maschio catturato nel 1949. Probabilmente, così come quasi tutti gli scoiattoli volanti, è una creatura notturna e arboricola che trascorre quasi l'intera esistenza nella volta della foresta.

## Conservazione
L'habitat di questo animale è andato in gran parte perduto a causa della deforestazione per la raccolta di legname, degli incendi e della conversione della foresta in terreni agricoli; tuttavia, le notizie inerenti a questa specie sono così poche che la IUCN la inserisce tra quelle a status indeterminato.